# San Francisco Fire Department
Il San Francisco Fire Department (SFFD) fondato nel 1866, è il corpo dei vigili del fuoco della città di San Francisco in California, svolge attività di soccorso antincendio e sanitario della città e della contea.  Insieme al dipartimento di polizia di San Francisco e al dipartimento dello sceriffo di San Francisco, serve una popolazione stimata di circa 1,4 milioni di persone, tra cui circa 850.000 cittadini residenti nelle 47.5 miglia quadrate (123 kmq.) di San Francisco incluso Treasure Island, Yerba Buena Island, San Francisco-Oakland Bay Bridge, Golden Gate Bridge, Alcatraz Island, the San Francisco International Airport, and the Presidio of San Francisco/Golden Gate National Recreation Area.

## Storia
Le società di vigili del fuoco volontari furono costituite per la prima volta in città nel 1850 e uno staff retribuito fu istituito nel 1866. Nel 1906 il dipartimento fu considerato alla pari con quelli delle più grandi città della costa orientale, ma si ritrovò ridotto a combattere l'incendio del 1906, in seguito al terremoto, con asce e pale poiché la maggior parte della rete idrica della città fu rotta e le cisterne prosciugate. Il capo dei pompieri Dennis T. Sullivan subì ferite mortali nella sua casa a causa di una caduta del camino all'inizio del disastro e successivamente morì in ospedale.